# Тучепи
Тучепи (на албански: Tucep) е село в Република Албания в община Булкиза (Булчица), административна област Дебър.

## География
Селото е разположено в историкогеографската област Голо бърдо, точно на самата граница със Северна Македония срещу село Отишани, разположено на километър на изток.

## История

### В Османската империя
В XIX век Тучепи е българско село в Дебърска каза на Османската империя, което е в процес на поалбанчване. В „Етнография на вилаетите Адрианопол, Монастир и Салоника“, издадена в Константинопол в 1878 година и отразяваща статистиката на населението от 1873 година Тучепи (Toutchépi) е посочено като село с 20 домакинства с 18 жители помаци и 32 жители българи. Според статистиката на Васил Кънчов („Македония. Етнография и статистика“) в Тучепи живеят 20 души българи християни и 160 души българи мохамедани.
На Етнографската карта на Битолския вилает на Картографския институт в София от 1901 година Тучепе е смесено село българи, помаци, албанци и турци в Дебърската каза на Дебърския санджак с 45 къщи.
По данни на Екзархията в края на XIX век в Тучепе има 6 православни къщи с 21 души жители българи. По данни на секретаря на екзархията Димитър Мишев („La Macédoine et sa Population Chrétienne“) в 1905 година в Тучене (Toutchené) има 32 българи екзархисти.
Според статистика на вестник „Дебърски глас“ в 1911 година в Тучепи има 4 български екзархийски и 41 помашки къщи. Според Георги Трайчев през 1911/1912 година в Тучепи има 6 български къщи с 21 жители.

### В Албания
След Балканската война в 1912 година Тучепи попада в новосъздадената държава Албания.
В рапорт на Павел Христов, главен български учител в Албания, и Григор Ошавков от 28 януари 1914 година се посочва, че в Отишани - Тучепи има 5 български къщи.
В рапорт на Сребрен Поппетров, главен инспектор-организатор на църковно-училищното дело на българите в Албания, от 1930 година Тучепи е отбелязано като село с 50 къщи българи мохамедани.
Според Йован Хадживасилевич до 1912 година в селото има мнозинство православни. В 1940 година Миленко Филипович пише че в 1937 година в Тучепи е останала само една вдовица християнка. В селото живеят „сърби мюсюлмани“, а последните православни са се изселили в Дебър - например рода Тучепски, както и в Битоля. В селото е имало православна църква „Света Богородица“.
Според Божидар Видоески в Тучепи живеят „македонци мюсюлмани“.
До 2015 година селото е част от община Острени.